# Ermita de San Roque (Villafranca del Cid)
La ermita de San Roque, localizada en la calle homónima de Villafranca del Cid, en la comarca de Los Puertos es un antiguo lugar de culto católico catalogado como Bien de relevancia local, según la Disposición Adicional Quinta de la Ley 5/2007, de 9 de febrero, de la Generalidad Valenciana, de modificación de la Ley 4/1998, de 11 de junio, del Patrimonio Cultural Valenciano (DOCV Núm. 5.449 / 13/02/2007), con código identificativo: 12.02.129-013.

## Historia
El origen de la ermita está relacionado con una leyenda que cuenta que un hombre afectado por la peste, se refugió en una cueva no muy apartada de Vilafranca, entonces prometió solemnemente que si quedaba curado levantaría una ermita a San Roque. Es así como se erige la primera ermita a San Roque ( y al considerar obra también de este santo que la población entera se librara de una plaga de langostas, San Roque fue nombrado patrón de la localidad en 1688), que se localizaba cerca del conocido como “Barranc de la Fos” y del “Pou de la Llàmia”.
Esta ermita dataría de 1520 y dejó de utilizarse por la dificultad que entrañaba acceder a ella. De hecho se tardó más de cien años en realizar tanto un sermón en la ermita (en 1658), como en realizar una procesión hasta ella (en 1665). Es por esto que se decidió entre los años 1705 y 1726, construir una nueva ermita en las proximidades del pueblo, en la llamada calle de las Eras de San Roque, en el mismo lugar en el que se levantaba un peirón, actualmente desaparecido, que se conocía como de San Agustín, y que acabó por conocerse como peirón de “Sant Roc”. La antigua ermita pasó a tener como advocación Santa Bárbara, hasta que a la santa se le construyó otra más idónea, momento en el que el edificio quedó totalmente abandonado.
Se llevaron a cabo reformas estructurales en la ermita entre 1740 y 1741, al presentar graves grietas. Durante la  guerra de 1936 se utilizó como herrería, lo cual supuso la pérdida o la destrucción de la mayoría de sus ornamentos. Es por ello por lo que más tarde se procedió a rehabilitarla y restaurada al menos parcialmente, pese a lo cual sufrió un abandono progresivo que ha llegado hasta la actualidad en la que permanece sin culto y en continuo proceso de deterioro, alcanzando en breve la ruina.
En el año 2019 el 16 de agosto se inauguró la restauración llevada a cabo por el ayuntamiento, la Generalitat y el obispado. Se han reparado los elementos estructurales afectados se ha reforzado el muro que presentaba las grietas y se ha consolidado la bóveda. Se ha pavimentado el coro. Falta reconstruir un tramo de bóveda, el de encima del coro se cayó. En la misa de inauguración se cantó el motete Iste Confesor Domini, en versión de Scarlatti, la misa en Do mayor de Gounod por el coro de la Asociación Cultural Luis Miralles del Carro. No pensábamos volver a entrar en la ermita cerrada desde 1983. Por tanto ha sido un motivo de alegría para todos los devotos.

## Descripción
Externamente se contempla un edificio exento, de aspecto robusto, aunque muy esbelto y alto, destacando en la fachada principal el pórtico o atrio. En los laterales se pueden ver contrafuertes. Sus cimientos se asientan en una plataforma rocosa con una cierta inclinación que se salva con una escalera. La cubierta es a dos aguas y presenta un atrio en el que se abren tres arcos de medio punto, presentando el pilar izquierdo un escudo de Villafranca grabado en piedra, por encima del cual se sitúa el coro, que recibe la iluminación interior a través de una ventana rectangular abierta en la fachada. Presenta una cornisa mixtilínea adornada con bolas en las esquinas y como remate final (que es curvilíneo, como ocurre en la fachada de la ermita de Santa Bárbara) en el centro de la fachada presenta una espadaña con hueco para una sola campana, que no existe. El remate de la espadaña son una cruz y veleta.
Respecto al interior, es de planta de nave única con altar mayor y muros decorados con pinturas relativas al santo.
Las fiestas del santo (cuyo día es el 16 de agosto) se celebran el 15 de agosto, realizándose diversos actos lúdicos y religiosos.